# Gordon Murray Automotive T.33
La Gordon Murray Automotive T.33 est une supercar du constructeur automobile britannique Gordon Murray Automotive (GMA), présentée en janvier 2022 et produite en série limitée à 100 exemplaires à partir de 2024. Elle est le second modèle du constructeur après la supercar T.50.

## Présentation
La GMA T.33 est présentée le 27 janvier 2022. Elle adopte une ligne fluide et s'inspire des GT des années 1960 comme la Ferrari Dino ou Lamborghini Miura.

### Spider
La version spider de la GMA T.33 est présentée le 5 avril 2023. Comme le coupé, elle est limitée à 100 exemplaires, et ne pèse que 18 kilos de plus.

## Caractéristiques techniques
Gordon Murray, patron et designer de la marque, abandonne l'architecture à trois sièges avec le conducteur en avant au centre comme pour la T.50 ou la McLaren F1, et revient à une configuration coupé 2 places pour la T.33.
La carrosserie est entièrement en carbone, montée sur une structure en panneaux en fibre de carbone collés à sur un cadre en aluminium. Les ailes arrière de la T.33 s'ouvre dans le sens inverse de la marche pour donner accès à deux coffres d'une contenance totale de 25 litres.

### Motorisation
La T.33 est motorisée par le même V12 que sa grande sœur T.50 de 4,0 litres de cylindrée, réalisé en coopération avec Cosworth, doté de quatre soupapes par cylindre, d'une puissance de 617 ch à 10 500 tr/min et 451 N m de couple (à 9 500 tr/min). Le V12 est accouplé à une boîte de vitesses manuelle à 6 rapports Xtrac de série ou automatique à 6 rapports avec palettes au volant en option, et la puissance est transmise aux roues arrière.
|                            | GMA T.33                                                        |
| -------------------------- | --------------------------------------------------------------- |
| Moteur                     | V12 Cosworth à 65°                                              |
| Admission                  | Atmosphérique                                                   |
| Cylindrée (cm³)            | 3994                                                            |
| Puissance maximale ch (kW) | 617                                                             |
| au régime de (tr/min)      | 10500                                                           |
| Couple maximal (N m)       | 451                                                             |
| au régime de (tr/min)      | 9500                                                            |
| Boîte de vitesses          | Manuelle 6 rapports (Xtrac) Automatique 6 rapports (Xtrac)      |
| Transmission               | Aux roues arrière (Propulsion)                                  |
| Vitesse maximale (en km/h) |                                                                 |
| 0-100 km/h (en s)          |                                                                 |
| Consommation (en ℓ/100 km) |                                                                 |
| Émissions de CO2 (en g/km) |                                                                 |
| Masse à vide (kg)          | 1090                                                            |
| Capacité du réservoir (ℓ)  | 75                                                              |
| Dimensions des pneus       | Michelin Pilot Sport 4S Avant : 235/35 R19 Arrière : 295/30 R20 |
| Prix (Spider)              | 1 890 000 £                                                     |

## Production
GMA prévoit de construire 100 voitures dans son site production de Surrey.